# Micropholis compta
Micropholis compta är en tvåhjärtbladig växtart som beskrevs av Jean Baptiste Louis Pierre. Micropholis compta ingår i släktet Micropholis och familjen Sapotaceae. IUCN kategoriserar arten globalt som sårbar. Inga underarter finns listade i Catalogue of Life.